# I borghi più belli d'Italia
I borghi più belli d'Italia ("De vackraste byarna i Italien"), är en förening som uppmärksammar små italienska städer av starkt konstnärligt och historiskt intresse. 
Det grundades i mars 2001 på initiativ av ANCI (Associazione Nazionale Comuni Italiani), med avsikt att hjälpa till att bevara, underhålla och förnya små stadskärnor, vilka är vanliga, men ibland även enskilda byar, som befinner sig utanför det viktigaste turistvägar, som riskerar, trots det stora värdet av att glömmas bort med åtföljande försämring, avfolkning och nedläggning. Inledningsvis omfattade gruppen hundra byar, senare ökade till 193 (2012).
Föreningen organiserar i byarna festivaler, utställningar, fester, konferenser och konserter som belyser det konstnärliga och arkitektoniska arvet, liksom det traditionella kulturella, historiska, gastronomiska och dialektala, av invånare och lokala myndigheter, kommuner, skolor, kulturföreningar, lokala poeter och musiker.

## Borghi
| Region                | Provins              | Borgo                                             |
| --------------------- | -------------------- | ------------------------------------------------- |
| Valle d'Aosta         |                      | Bard                                              |
| Valle d'Aosta         | Etroubles            |                                                   |
| Piemonte              | Alessandria          | Volpedo                                           |
| Piemonte              | Asti                 | Mombaldone                                        |
| Piemonte              | Biella               | Ricetto di Candelo (frazione i Candelo)           |
| Piemonte              | Cuneo                | Chianale (frazione i Pontechianale)               |
| Piemonte              | Cuneo                | Garessio                                          |
| Piemonte              | Cuneo                | Neive                                             |
| Piemonte              | Cuneo                | Ostana                                            |
| Piemonte              | Novara               | Orta San Giulio                                   |
| Piemonte              | Torino               | Usseaux                                           |
| Piemonte              | Verbano-Cusio-Ossola | Macugnaga                                         |
| Piemonte              | Verbano-Cusio-Ossola | Vogogna                                           |
| Ligurien              | Genova               | Campo Ligure                                      |
| Ligurien              | Genova               | Moneglia                                          |
| Ligurien              | Imperia              | Apricale                                          |
| Ligurien              | Imperia              | Cervo                                             |
| Ligurien              | Imperia              | Lingueglietta (frazione i Cipressa)               |
| Ligurien              | Imperia              | Triora                                            |
| Ligurien              | Savona               | Borgio Verezzi                                    |
| Ligurien              | Savona               | Colletta di Castelbianco                          |
| Ligurien              | Savona               | Castelvecchio di Rocca Barbena                    |
| Ligurien              | Savona               | Finalborgo (rione i Finale Ligure)                |
| Ligurien              | Savona               | Laigueglia                                        |
| Ligurien              | Savona               | Millesimo                                         |
| Ligurien              | Savona               | Noli                                              |
| Ligurien              | Savona               | Zuccarello                                        |
| Ligurien              | La Spezia            | Montemarcello (frazione i Ameglia)                |
| Ligurien              | La Spezia            | Brugnato                                          |
| Ligurien              | La Spezia            | Tellaro (frazione i Lerici)                       |
| Ligurien              | La Spezia            | Varese Ligure                                     |
| Ligurien              | La Spezia            | Vernazza                                          |
| Lombardiet            | Bergamo              | Cornello dei Tasso (frazione i Camerata Cornello) |
| Lombardiet            | Bergamo              | Gromo                                             |
| Lombardiet            | Bergamo              | Lovere                                            |
| Lombardiet            | Brescia              | Bienno                                            |
| Lombardiet            | Brescia              | Monte Isola                                       |
| Lombardiet            | Brescia              | Tremosine sul Garda                               |
| Lombardiet            | Como                 | Tremezzo                                          |
| Lombardiet            | Cremona              | Soncino                                           |
| Lombardiet            | Cremona              | Gradella (frazione i Pandino)                     |
| Lombardiet            | Mantua               | Castellaro Lagusello (frazione i Monzambano)      |
| Lombardiet            | Mantua               | San Benedetto Po                                  |
| Lombardiet            | Pavia                | Fortunago                                         |
| Lombardiet            | Pavia                | Oramala (frazione i Val di Nizza)                 |
| Lombardiet            | Pavia                | Porana (frazione i Pizzale)                       |
| Lombardiet            | Pavia                | Zavattarello                                      |
| Lombardiet            | Sondrio              | Mazzo di Valtellina                               |
| Trentino-Alto Adige   | Bolzano              | Chiusa                                            |
| Trentino-Alto Adige   | Bolzano              | Glorenza                                          |
| Trentino-Alto Adige   | Bolzano              | Vipiteno                                          |
| Trentino-Alto Adige   | Trento               | Canale (frazione i Tenno)                         |
| Trentino-Alto Adige   | Trento               | Mezzano                                           |
| Trentino-Alto Adige   | Trento               | Rango (frazione i Bleggio Superiore)              |
| Trentino-Alto Adige   | Trento               | San Lorenzo in Banale                             |
| Veneto                | Padova               | Arquà Petrarca                                    |
| Veneto                | Treviso              | Asolo                                             |
| Veneto                | Treviso              | Portobuffolé                                      |
| Veneto                | Verona               | Borghetto (frazione i Valeggio sul Mincio)        |
| Friuli-Venezia Giulia | Gorizia              | Gradisca d'Isonzo                                 |
| Friuli-Venezia Giulia | Pordenone            | Cordovado                                         |
| Friuli-Venezia Giulia | Pordenone            | Poffabro (frazione i Frisanco)                    |
| Friuli-Venezia Giulia | Pordenone            | Valvasone                                         |
| Friuli-Venezia Giulia | Udine                | Clauiano (frazione i Trivignano Udinese)          |
| Friuli-Venezia Giulia | Udine                | Fagagna                                           |
| Emilia-Romagna        | Bologna              | Dozza                                             |
| Emilia-Romagna        | Parma                | Compiano                                          |
| Emilia-Romagna        | Piacenza             | Bobbio                                            |
| Emilia-Romagna        | Piacenza             | Castell'Arquato                                   |
| Emilia-Romagna        | Piacenza             | Vigoleno (frazione i Vernasca)                    |
| Emilia-Romagna        | Ravenna              | Brisighella                                       |
| Emilia-Romagna        | Rimini               | Montefiore Conca                                  |
| Emilia-Romagna        | Rimini               | Montegridolfo                                     |
| Emilia-Romagna        | Rimini               | San Giovanni in Marignano                         |
| Emilia-Romagna        | Rimini               | San Leo                                           |
| Toscana               | Arezzo               | Anghiari                                          |
| Toscana               | Arezzo               | Castelfranco di Sopra                             |
| Toscana               | Arezzo               | Loro Ciuffenna                                    |
| Toscana               | Arezzo               | Poppi                                             |
| Toscana               | Florens              | Montefioralle                                     |
| Toscana               | Florens              | Scarperia                                         |
| Toscana               | Lucca                | Barga                                             |
| Toscana               | Lucca                | Castiglione di Garfagnana                         |
| Toscana               | Lucca                | Coreglia Antelminelli                             |
| Toscana               | Grosseto             | Giglio Castello (frazione i Isola del Giglio)     |
| Toscana               | Grosseto             | Montemerano                                       |
| Toscana               | Grosseto             | Pitigliano                                        |
| Toscana               | Grosseto             | Porto Ercole (frazione i Monte Argentario)        |
| Toscana               | Grosseto             | Sovana                                            |
| Toscana               | Livorno              | Suvereto                                          |
| Toscana               | Pisa                 | Montescudaio                                      |
| Toscana               | Siena                | Buonconvento                                      |
| Toscana               | Siena                | Cetona                                            |
| Toscana               | Siena                | San Casciano dei Bagni                            |
| Marche                | Ancona               | Corinaldo                                         |
| Marche                | Ancona               | Offagna                                           |
| Marche                | Ascoli Piceno        | Grottammare                                       |
| Marche                | Ascoli Piceno        | Montefiore dell'Aso                               |
| Marche                | Ascoli Piceno        | Offida                                            |
| Marche                | Fermo                | Moresco                                           |
| Marche                | Macerata             | Cingoli                                           |
| Marche                | Macerata             | Esanatoglia                                       |
| Marche                | Macerata             | Matelica                                          |
| Marche                | Macerata             | Montecassiano                                     |
| Marche                | Macerata             | Montecosaro                                       |
| Marche                | Macerata             | Montelupone                                       |
| Marche                | Macerata             | San Ginesio                                       |
| Marche                | Macerata             | Sarnano                                           |
| Marche                | Macerata             | Treia                                             |
| Marche                | Macerata             | Visso                                             |
| Marche                | Pesaro e Urbino      | Gradara                                           |
| Marche                | Pesaro e Urbino      | Montefabbri (frazione i Vallefoglia )             |
| Umbrien               | Perugia              | Bettona                                           |
| Umbrien               | Perugia              | Bevagna                                           |
| Umbrien               | Perugia              | Castiglione del Lago                              |
| Umbrien               | Perugia              | Citerna                                           |
| Umbrien               | Perugia              | Corciano                                          |
| Umbrien               | Perugia              | Deruta                                            |
| Umbrien               | Perugia              | Massa Martana                                     |
| Umbrien               | Perugia              | Monte Castello di Vibio                           |
| Umbrien               | Perugia              | Montefalco                                        |
| Umbrien               | Perugia              | Montone                                           |
| Umbrien               | Perugia              | Norcia                                            |
| Umbrien               | Perugia              | Paciano                                           |
| Umbrien               | Perugia              | Panicale                                          |
| Umbrien               | Perugia              | Spello                                            |
| Umbrien               | Perugia              | Torgiano                                          |
| Umbrien               | Perugia              | Trevi                                             |
| Umbrien               | Perugia              | Vallo di Nera                                     |
| Umbrien               | Terni                | Arrone                                            |
| Umbrien               | Terni                | Giove                                             |
| Umbrien               | Terni                | Lugnano in Teverina                               |
| Umbrien               | Terni                | San Gemini                                        |
| Umbrien               | Terni                | Stroncone                                         |
| Lazio                 | Frosinone            | Boville Ernica                                    |
| Lazio                 | Frosinone            | Monte San Giovanni Campano                        |
| Lazio                 | Frosinone            | San Donato Val di Comino                          |
| Lazio                 | Latina               | Campodimele                                       |
| Lazio                 | Latina               | Sperlonga                                         |
| Lazio                 | Rom                  | Castel Gandolfo                                   |
| Lazio                 | Rieti                | Castel di Tora                                    |
| Lazio                 | Rieti                | Collalto Sabino                                   |
| Lazio                 | Rieti                | Orvinio                                           |
| Lazio                 | Viterbo              | Civita di Bagnoregio (frazione i Bagnoregio)      |
| Lazio                 | Viterbo              | Torre Alfina (frazione i Acquapendente)           |
| Abruzzo               | L'Aquila             | Anversa degli Abruzzi                             |
| Abruzzo               | L'Aquila             | Bugnara                                           |
| Abruzzo               | L'Aquila             | Castel del Monte                                  |
| Abruzzo               | L'Aquila             | Introdacqua                                       |
| Abruzzo               | L'Aquila             | Navelli                                           |
| Abruzzo               | L'Aquila             | Pacentro                                          |
| Abruzzo               | L'Aquila             | Pescocostanzo                                     |
| Abruzzo               | L'Aquila             | Pettorano sul Gizio                               |
| Abruzzo               | L'Aquila             | Opi                                               |
| Abruzzo               | L'Aquila             | Santo Stefano di Sessanio                         |
| Abruzzo               | L'Aquila             | Scanno                                            |
| Abruzzo               | L'Aquila             | Tagliacozzo                                       |
| Abruzzo               | L'Aquila             | Villalago                                         |
| Abruzzo               | Chieti               | Guardiagrele                                      |
| Abruzzo               | Chieti               | Casoli                                            |
| Abruzzo               | Chieti               | Rocca San Giovanni                                |
| Abruzzo               | Pescara              | Abbateggio                                        |
| Abruzzo               | Pescara              | Caramanico Terme                                  |
| Abruzzo               | Pescara              | Città Sant'Angelo                                 |
| Abruzzo               | Teramo               | Castelli                                          |
| Abruzzo               | Teramo               | Civitella del Tronto                              |
| Abruzzo               | Teramo               | Pietracamela                                      |
| Molise                | Campobasso           | Oratino                                           |
| Molise                | Campobasso           | Sepino                                            |
| Kampanien             | Avellino             | Nusco                                             |
| Kampanien             | Benevento            | Cusano Mutri                                      |
| Kampanien             | Salerno              | Albori (frazione i Vietri sul Mare)               |
| Kampanien             | Salerno              | Atrani                                            |
| Kampanien             | Salerno              | Castellabate                                      |
| Kampanien             | Salerno              | Furore                                            |
| Apulien               | Bari                 | Locorotondo                                       |
| Apulien               | Brindisi             | Cisternino                                        |
| Apulien               | Foggia               | Alberona                                          |
| Apulien               | Foggia               | Bovino                                            |
| Apulien               | Foggia               | Pietramontecorvino                                |
| Apulien               | Foggia               | Vico del Gargano                                  |
| Apulien               | Foggia               | Roseto Valfortore                                 |
| Apulien               | Lecce                | Otranto                                           |
| Apulien               | Lecce                | Specchia                                          |
| Basilicata            | Potenza              | Acerenza                                          |
| Basilicata            | Potenza              | Castelmezzano                                     |
| Basilicata            | Potenza              | Guardia Perticara                                 |
| Basilicata            | Potenza              | Pietrapertosa                                     |
| Basilicata            | Potenza              | Venosa                                            |
| Kalabrien             | Cosenza              | Altomonte                                         |
| Kalabrien             | Cosenza              | Fiumefreddo Bruzio                                |
| Kalabrien             | Cosenza              | Morano Calabro                                    |
| Kalabrien             | Cosenza              | Rocca Imperiale                                   |
| Kalabrien             | Crotone              | Santa Severina                                    |
| Kalabrien             | Reggio Calabria      | Bova                                              |
| Kalabrien             | Reggio Calabria      | Chianalea (quartiere di Scilla)                   |
| Kalabrien             | Reggio Calabria      | Gerace                                            |
| Stilo                 | Reggio Calabria      |                                                   |
| Sicilien              | Catania              | Castiglione di Sicilia                            |
| Sicilien              | Enna                 | Sperlinga                                         |
| Sicilien              | Messina              | Brolo                                             |
| Sicilien              | Messina              | Castelmola                                        |
| Sicilien              | Messina              | Montalbano Elicona                                |
| Sicilien              | Messina              | Novara di Sicilia                                 |
| Sicilien              | Messina              | San Marco d'Alunzio                               |
| Sicilien              | Messina              | Savoca                                            |
| Sicilien              | Palermo              | Cefalù                                            |
| Sicilien              | Palermo              | Gangi                                             |
| Sicilien              | Palermo              | Geraci Siculo                                     |
| Sardinien             | Carbonia-Iglesias    | Carloforte                                        |
| Sardinien             | Oristano             | Bosa                                              |
| Sardinien             | Sassari              | Castelsardo                                       |